# Newsreel
Cet article concerne une entreprise américaine. Pour la notion de newsreel, voir Actualités cinématographiques.
 (novembre 2014).
Si vous disposez d'ouvrages ou d'articles de référence ou si vous connaissez des sites web de qualité traitant du thème abordé ici, merci de compléter l'article en donnant les références utiles à sa vérifiabilité et en les liant à la section « Notes et références ».
Newsreel (également nommée Third World Newsreel) était une agence cinématographique alternative fondée aux États-Unis dans les années 1960.
En 1967, aux États-Unis, des collectifs de cinéastes, dont Robert Kramer et Allan Siegel, se rencontrent lors de la grande manifestation de protestation contre la guerre du Viêt Nam, dite manifestation du Pentagone. Ensemble, ils décident de fonder l'agence Newsreel, pour produire de l'information par les images, contre la télévision perçue comme voix de l'oppression. Pendant les années qui suivent, ils vont filmer les luttes de libération, de l'émancipation des minorités - apportant leur soutien aux Black Panthers - à la décolonisation. Ils inventent un langage cinématographique et assument la diffusion de leurs films comme forme de la guérilla urbaine. Plus de cinquante films auront été produits par le collectif Newsreel, rappelle Robert Kramer, qui déclarait dans les années 1990 :
« C'est autour de l'axe individualisme contre communauté que s'est fondé tout mon travail. En Europe, il y a toujours un rôle pour "l'artiste". Mais pour nous, le mouvement du Newsreel, très politisés, s'appeler "artiste" c'était s'appeler "enculé". Pourtant, même dans ces contextes où tout le monde disait "On ne fait plus les choses seul", je me rendais compte que je n'étais jamais dans une position confortable en faisant des films au sein de groupes. Même si j'ai appartenu pendant quatre ans à une organisation comme le Newsreel, qui a fait une cinquantaine de films, j'ai très peu tourné. »